# Giovanni Battista Marini Bettolo Marconi
Giovanni Battista Marini Bettolo Marconi (Roma, 27 giugno 1915 – Roma, 22 luglio 1996) è stato un chimico italiano, ricercatore nel campo della chimica organica.

## Biografia
Nacque da Rinaldo Marini e Evelina Bettolo, entrambi originari della Liguria. Il padre morì nel 1918 e nel 1923 la madre sposò in seconde nozze Umberto Marconi, un funzionario del governo britannico presso le dogane cinesi, e la nuova famiglia si trasferì a Harbin, in Manciuria. Nel 1929 tornò a Roma, frequentò il liceo "Visconti" e nel 1933 si iscrisse alla facoltà di chimica dell'Università di Roma.
Dopo la laurea (1937), si dedicò alla ricerca nel campo della chimica organica e farmacologica, in ambito universitario, sotto la guida di Bargellini. Conseguì la libera docenza in chimica organica nel 1943; nel 1947 divenne professore di chimica nella Pontificia Università Cattolica del Cile e nel 1948 passò all'Università della Repubblica (Montevideo). In Sudamerica Marini svolse un'imponente attività di ricerca sulle sostanze naturali di interesse biologico. Nel 1949 entrò nell'Istituto Superiore di Sanità (ISS) presso i laboratori di chimica terapeutica diretti da Daniel Bovet; iniziò fra l'altro degli importanti studi sugli alcaloidi della Strychnos per i quali nel 1957 Bovet ricevette il Premio Nobel per la medicina.
Direttore dal 1961 dell'istituto di chimica della facoltà di medicina dell'Università Cattolica di Roma, nel 1964 assunse la direzione dell'ISS; lo stesso anno divenne anche il primo presidente della Commissione per la Farmacopea Europea. Lasciò la direzione dell'ISS nel 1971, dopo aver ottenuto la cattedra di Chimica alla "Sapienza".
Fu membro di prestigiose accademie, fra le quali:
- Accademia nazionale dei Lincei (socio dal 1969)
- Pontificia accademia delle scienze (socio dal 1968 e presidente dal 1988)
- Accademia nazionale delle scienze detta dei XL (socio nel 1961, segretario nel 1974 e presidente dal 1981 al 1989)

## Scritti
Marini Bettolo fu autore di oltre 400 pubblicazioni, riguardanti soprattutto lo studio delle sostanze farmacologicamente attive. Scrisse anche trattati universitari e manuali scolastici, fra i quali si ricordano:
- Le reazioni organiche: guida teorico-pratica alla preparazione e all'analisi delle sostanze organiche, Firenze: Sansoni edizioni scientifiche, 1951; II ed. completamente riv. ed ampliata con la collaborazione di Michael Lederer, E. Cicconetti et al., Firenze: Sansoni edizioni scientifiche, 1965
- (con Guido Bargellini) Breve corso di chimica organica per studenti di medicina, VII ed., Roma: Studium, 1963
- Farmacopea ufficiale della Repubblica italiana, VII ed., Roma: Istituto poligrafico dello stato, 1965
- (con E. Cicconetti), Il Laboratorio di chimica organica, Firenze: Sansoni, 1969